# 佳木斯气象卫星地面站
46°45′29″N 130°22′42″E / 46.758032°N 130.378459°E

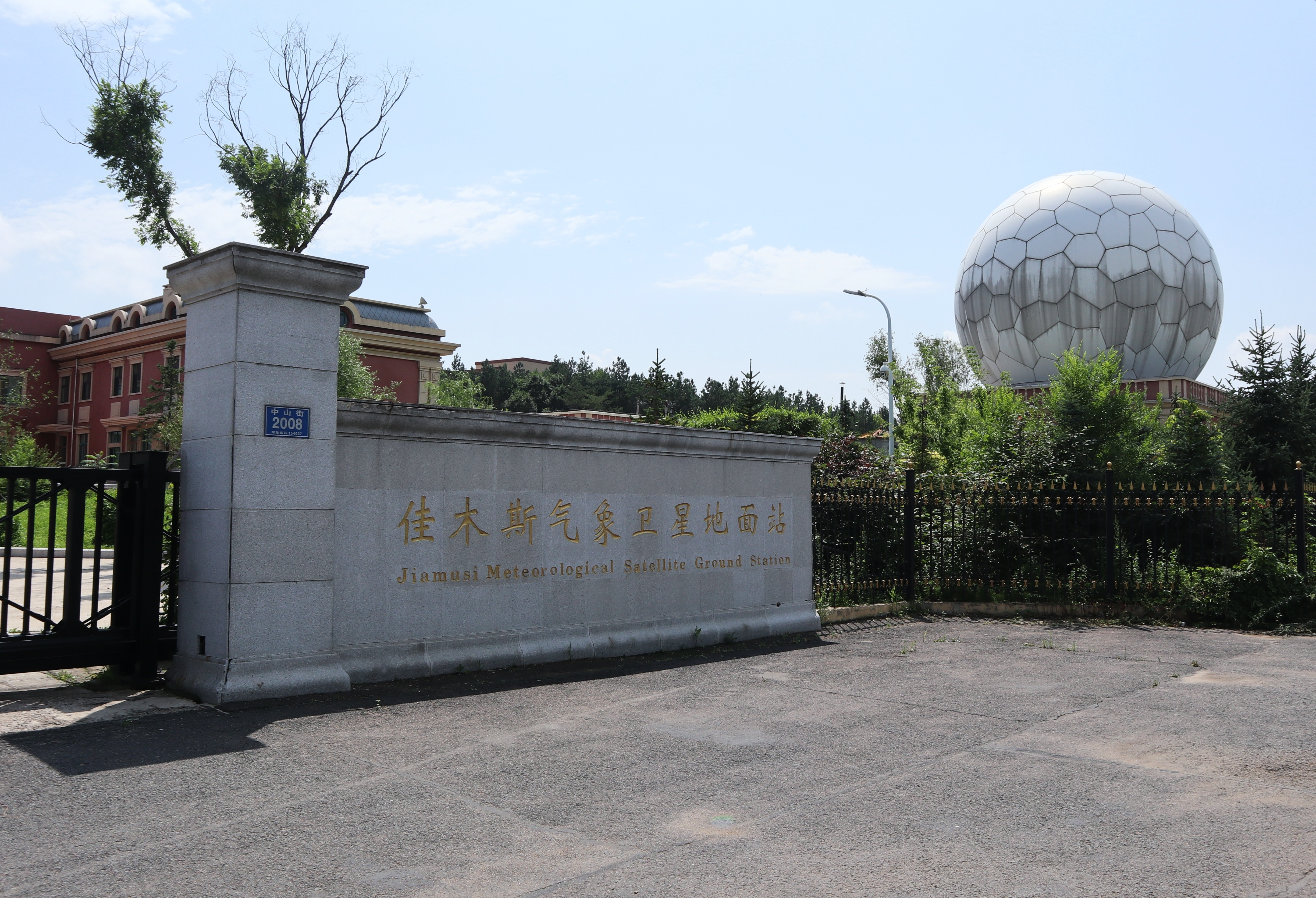
佳木斯气象卫星地面站正门和卫星接收天线

佳木斯气象卫星地面站是中国气象局设立的四个国家级气象卫星地面接收站之一，其余三站位于北京、广州和乌鲁木齐，气象卫星数据接收处理系统还包括喀什分站和瑞典基律纳站。卫星站位于黑龙江省佳木斯市西南部郊区辖境四丰山水库北侧，毗邻哈同高速公路，地址为佳木斯市郊区中山街2008号。

## 概况

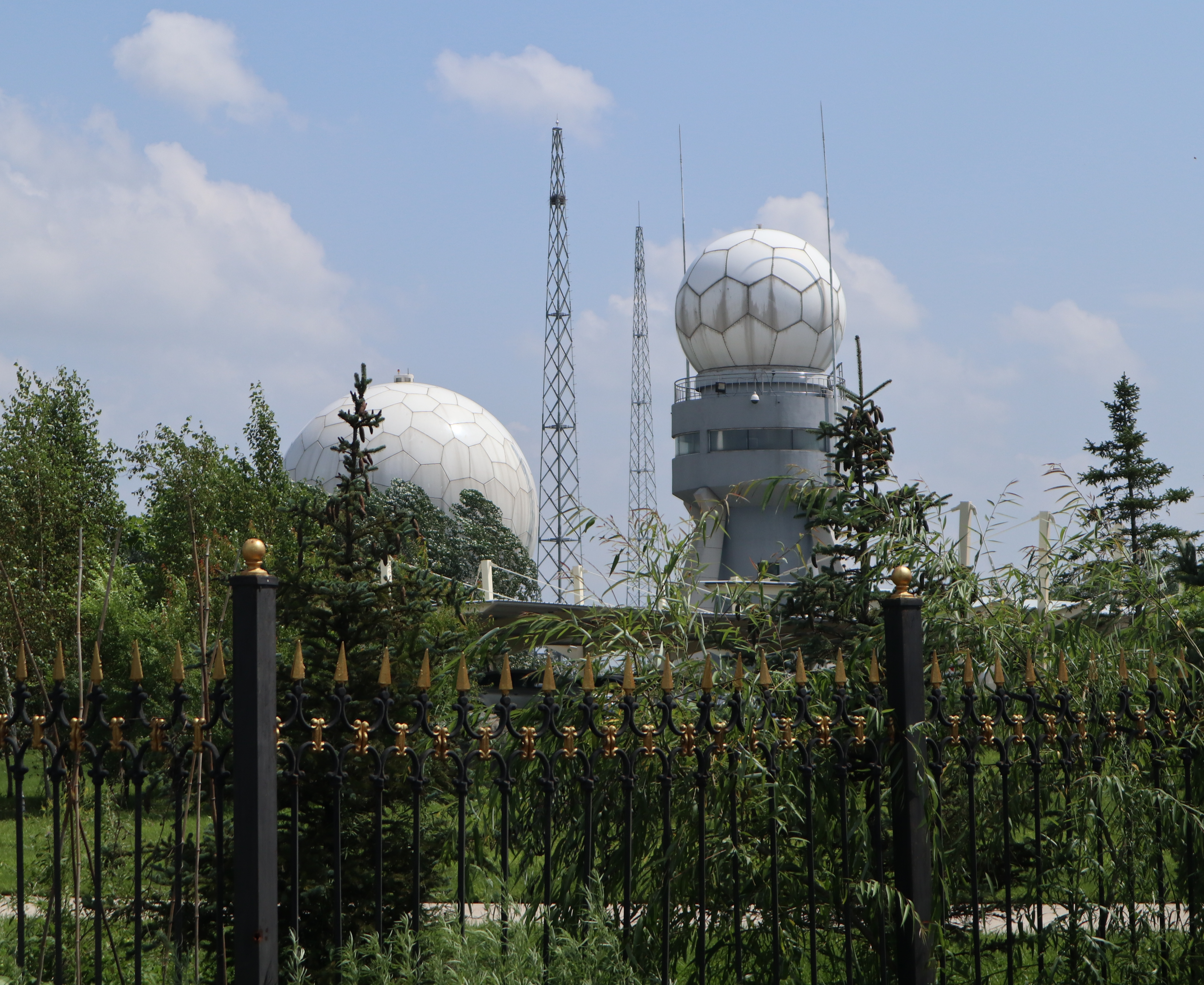
绿树掩映下的佳木斯气象卫星地面站卫星接收天线

佳木斯气象卫星地面站始建于2007年8月8日，建设由佳木斯市气象局承担，佳木斯市委和市政府给予支持。2008年5月27日上午11时02分，风云三号A卫星发射升空，进入预定轨道。与此同时，佳木斯卫星站全面启动，并于2008年5月29日上午10时16分39秒成功接收第一张卫星云图。
佳木斯气象卫星地面站是国家级五类艰苦台站，总占地面积为75542平方米，已投入使用业务及其他用房总建筑面积为6788平方米。卫星站内设四个科室，由中国国家卫星气象中心和黑龙江省气象局共同管理，业务运行及工程建设接受国家卫星气象中心指导。
卫星站重视生态文明，努力建设生态型台站，站内植被覆盖率达80%，生长着千余株各类乔木和灌木。卫星站也是猫头鹰、松鼠和蛇等四丰山野生动物的栖息地。

## 选址和建立
1988年9月7日，极轨气象卫星风云一号A卫星搭乘长征四号甲运载火箭升空。极轨气象卫星的应用重点是及时获取卫星观测到的中国及周边地区的数据，而地面站接收数据的范围有限，卫星与地面站的仰角大于5度时才能够接收数据。中国幅员辽阔，为扩大数据接收范围，早在风云一号A卫星发射之前就有了在中国东、西、南三个地点各自建设数据接收站的规划。在综合分析了站址的电磁环境、气象、地质、供电、供水、交通、通信以及生活保障等条件后确定了北京气象卫星地面站（东）、乌鲁木齐气象卫星地面站（西）和广州气象卫星地面站（南）三个站点。以这三地为中心分别画圈，整合起来就能构成一个覆盖中国及周边的接收区，卫星过境时经过哪个站就由该站接收数据。
2008年，中国极轨气象卫星进入“风云三号”时代，数据量较风云一号大增，而且数值天气预报对数据时效性要求较高。在这种情况下，佳木斯被选中建立新的卫星地面站，主要原因是站址佳木斯位于中国东北角，数据接收范围较北京而言往东、往北外推了不少。北京奥运会前夕，风云三号A卫星成功发射，在这颗卫星的数据接收方面，佳木斯站就正式替代了北京地面站。因此，佳木斯气象卫星地面站是作为风云三号气象卫星应用系统一期工程的组成部分而建立的。

## 业务
佳木斯气象卫星地面站的主要业务是地面直收气象风云系列卫星资料。卫星站现在可连续接收的卫星包括风云三号极轨气象卫星三颗（FY-3B、FY-3C和FY-3D）、风云四号静止气象卫星、中国碳卫星、欧洲极轨气象卫星MetOp-B和美国极轨气象卫星NPP。卫星站还有风云二号和风云四号静止卫星测距的副站业务。
卫星站在收集卫星资料的基础上发展了气象和生态遥感以及碳汇观测业务。卫星站收集、质控、上传和共享观测数据，并将其应用于气象预报、积雪监测、秸秆焚烧、农作物长势监测、水情监测、林火监测、沙尘监测等多种领域，在农业、林业、环保、交通、气候等方面为佳木斯市乃至黑龙江省提供数据服务。

## 科普
佳木斯气象卫星地面站是佳木斯市乃至黑龙江省重要的气象和航天科普知识宣传基地。2013年5月19日，卫星站根据国家卫星气象中心、黑龙江省气象局和佳木斯市科技局的安排，组织了以 “空间天气与人类活动”为主题的科技周系列宣传活动，邀请中国科学院国家天文台王华宁研究员在佳木斯大学为部分师生及气象卫星工作者作了专场主题报告。活动还邀请了佳木斯技师学院两个系五个班百余名师生前往卫星站实地观看气象卫星工作流程并进行科普讲解。
卫星站中的科普展厅建成于2015年12月。与其他科普展厅不同，该展厅中的卫星天线发射塔基、风云二号气象卫星等模型全部由站内职工利用废旧物品亲手搭建，例如用废旧木板、铝管等搭建成模型主体，用废旧药瓶、玻璃胶管以及矿泉水饮料瓶制成零件。
2017年4月20日至24日，卫星站围绕“中国航天日”主题“航天创造美好生活”，面向社会公众组织开展了一系列科普活动，接待来自佳木斯北大实验幼儿园、乐高机器人学校、佳木斯市第七中学的师生200余人前来参观。科普内容主要有中国航天事业、气象事业发展成就以及气象卫星工作的基础知识，重点是气象卫星和遥感卫星的应用和对经济社会发展、地方气象事业发展的突出贡献。